# Renovación Jemer
Renovación Jemer (en jemer: ជួសជុលខ្មែរ; translit: Kanakpak Khemara Ponnakar; en francés: Parti de rénovation Khmère) fue un partido político derechista, monarquista y anticomunista, que existió en Camboya entre septiembre de 1947 y abril de 1955. Ese mismo año, se autodisolvió para formar parte del movimiento Sangkum de Norodom Sihanouk. Era liderado por Lon Nol y Sisowath Sirik Matak, quienes posteriormente depondrían a Sihanouk en 1970.

## Historia
El partido fue formado en septiembre de 1947 por el político y soldado Nhiek Tioulong y el jefe de policía Lon Nol. El respetado príncipe Sisowath Monipong, hijo del Rey Sisowath Monivong, fue su líder nominal. Otros miembros prominentes incluyeron a Chau Sen Cocsal Chhum, quien actuó como consejero de Tioulong y Nol en la fundación del partido, y Chuop Hell.
Renovación Jemer, cuyos miembros eran conocido como "Renos", tenía un programa político socialmente conservador y monarquista, pero a diferencia del Partido Liberal, también era nacionalista e independentista, perfilándose como una alternativa a los nacionalistas de derecha que disidían con el izquierdista y entonces gobernante Partido Democrático, con lo que atrajo a funcionarios militares y miembros de la familia Real. Publicó un periódico, Khmera o Rénovation, en versiones francesa y jemer. Monipong iba a ser el Primer Ministro de un gobierno de "unidad" entre junio de 1950 y febrero de 1951.
Lon Nol lideró el partido en las elecciones de 1951, donde (a pesar de recibir el 9.1% del total de votos) obtuvo un total de 2 escaños en la Asamblea Nacional.
Aunque Renovación Jemer había limitado el éxito electoral (ni Lon Nol ni Sirik Matak, que más tarde se convirtieron en políticos prominentes, ganaron escaños mientras fueron miembros del partido) se convirtió en uno de los principales grupos políticos detrás de la formación del Sangkum del Príncipe Sihanouk. Nhiek Tioulong se convertiría en primer ministro bajo el Sangkum, y más tarde se convertiría en una figura prominente en la organización pro-monarquía Funcinpec. Lon Nol también se convertiría en primer ministro, pero junto con Sirik Matak iba a liderar el golpe de 1970 derrocando a Sihanouk e instauraría la República Jemer.